# مول کریک
مول کریک (به انگلیسی: Mole Creek) یک شهرک در استرالیا است که در Meander Valley Council واقع شده‌است.